# Rovereto (stacja metra)
Rovereto – stacja metra w Mediolanie, na linii M1. Znajduje się na viale Monza, w okolicy via Rovereto i via Bolzano, w Mediolanie i zlokalizowana jest pomiędzy stacjami Turro a Pasteur. Została otwarta w 1964.